# Catacumbes de Priscil·la
Les catacumbes de Priscil·la són un cementiri romà-paleocristià que es troba a la Via Salària dintre de la ciutat de Roma. Es tracta d'un dels cementiris romans més antics que s'han descobert i conserva alguns frescs d'especial importància per a la història de l'art, per exemple, les primeres representacions de la verge Maria o de l'Anunciació.

## Sobre el nom

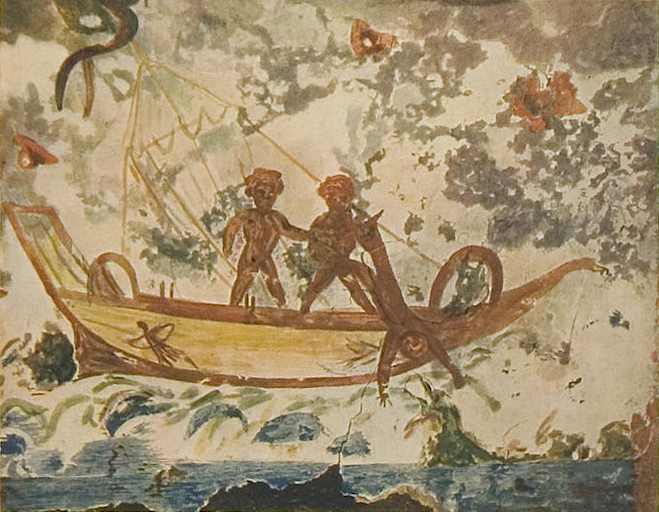
Una de les representacions sobre la vida de Jonàs de les catacumbes de Priscil·la.

Existia el costum d'anomenar els cementiris pel nom del fundador o principal gestor del lloc. En aquest cas, la denominació de cementiri de Priscil·la o catacumbes de Priscil·la és esmentat a diverses fonts com la Depositio Episcoporum, o la Depositio Martyrum.
Hi ha al cementiri una inscripció que diu: «M ACILIUA V.. C.V et PRISCILLA C...(f.)» que indica: «Manius Acilius vir il·lustríssimo (et) Priscil·la, il·lustríssima dona» i per tant, el títol il·lustríssima afirma que aquesta dona pertanyia a la classe senatorial. Altres inscripcions fan pensar que aquest cementiri contenia cadàvers de diversos membres dels Acilis, descendents d'Acili Glabrió, un cònsol i senador que havia estat desterrat de Roma i després condemnat a mort per Domicià a causa de la seva adhesió al cristianisme.
La zona pels seus usos i decoració, així com pel tipus de materials amb les que ha estat construïda, indica que havia estat dedicada a altres usos abans de convertir-se en cementiri i que algunes tombes són de persones, els cadàvers de les quals van ser traslladats allà d'altres cementiris. Aquesta tesi tanmateix, és molt controvertida.

## Personatges enterrats al cementiri
Alguns papes van ser enterrats en aquest cementiri com: Marcel·lí I,(encara que la seva condició de màrtir és dubtosa), Marcel I, Silvestre I, Liberi I, Sirici I, Celestí I i Vigili I.
En aquest cementiri van ser posats especialment alguns màrtirs, i els més famosos són:
- Els sants Feliu i Felip.
- Crescencià
- Priscil·la
- Fimita
- Les santes  Pudenciana i Praxedis
- Un grup de 365 màrtirs (Pau, Maure i Simetri)

## Elements artístics

### El criptopòrtic
És un ampli espai subterrani de les catacumbes construït en maó i pedres. A més a més de les parets decorades i d'alguns espais més petits amb tomba i pintures, conté la capella grega i l'hipogeu dels Acilis. La seva planta és rectangular i posseeix voltes de creueria. Es discuteix fins al dia d'avui sobre el seu ús original. A més a més de les portes i arcs, té dues capelles. Els arcosolis estan decorats encara que només queden restes de les pintures que contenien.
Hi ha també un gran mausoleu amb absis i volta. Les parets inferiors estaven cobertes de marbre. Al costat de l'absis es va fer una tomba de taula. Hi ha també lòculs i sarcòfags. S'ha de considerar que la majoria dels sarcòfags de les catacumbes de Priscil·la van ser robats o traslladats a museus, pel que és estrany poder contemplar algun allà.
Després del mausoleu i una sèrie de galeries, hi ha un arcosoli amb pintures de garlandes, paons i escenes d'Adam i Eva. També hi ha una imatge de Jonás i una altra de la curació del cec de naixement.

### La capella grega

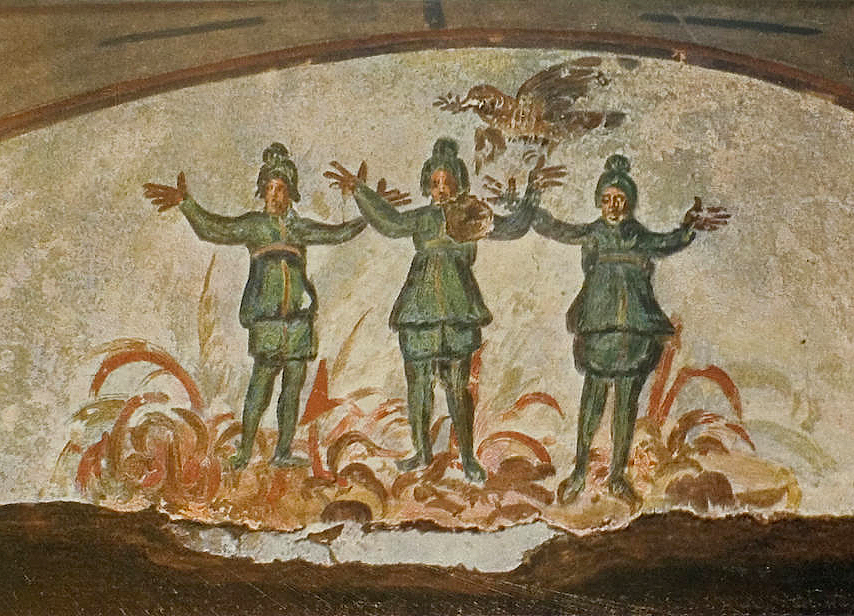
Els joves hebreus al forn

Es denomina així una cambra o cubiculum pel fet d'estar separada entres espais amb els seus respectius absis i arcs. A més a més, les inscripcions de les parets són en grec. Estava destinada a allotjar-hi sarcòfags. Les inscripcions gregues diuen: «Òbrim al seu dolcíssim cosí i condeixeble Pal·ladi, de bon record» i «Òbrim a la seva dolcíssima esposa, Nestoriana, de bon record».
Les representacions d'aquesta capella són fetes amb estuc i pintura de manera molt elegant. És anomenada la «capella sixtina paleocristiana». Ja que les temàtiques usades i els colors emprats són diferents, es discuteix també la possibilitat que més d'un artista o taller col·laborés en la decoració de la capella. Els frescs estan datats entre la segona meitat del segle ii i la segona del segle següent.

#### El primer espai
En el sostre hi havia una sèrie de representacions i adorns. Se n'aprecia una de Daniel a la fossa dels lleons i algunes escenes de la vida de Jonàs. A la paret dreta hi ha una representació de la curació del paralític i un bust de l'«Estiu» personificat. Sota aquest hi ha una pintura del Fènix entre flames. «L'au, com les estacions, són símbol de la resurrecció, però els cristians van considerar la primera, tant de la immortalitat de l'ànima com de la resurrecció dels cossos, i la van col·locar, en aquest últim sentit paradisíac, sobre la palmera. Efectivament, la paraula grega «phoenix» significa «palmera» i, fonent-les en una única cosa -arbre i au-, les van representar en relleus sepulcrals, mosaics i pintures». Es tracta de la representació més antiga del Fènix en un context cristià.
A la paret de l'entrada, mirant des de dins, hi ha una representació de Moisès fent brollar aigua de la roca, una altra dels Els joves hebreus al forn, vestits a la usança oriental. A les parets de la dreta i esquerra (sempre mirant des de dins a enfora) hi ha la representació més antiga del cicle de Susanna. A la paret esquerra l'acusació de Susanna pels vells i a la dreta: testimoni dels vells i intervenció de Daniel.
Sobre l'arc que divideix el primer espai i el segon hi ha una imatge de l'Adoració dels Reis Mags. Apareix la Mare de Déu sedent sostenint i oferint al nen als tres mags que li porten els seus presents.

#### El segon espai

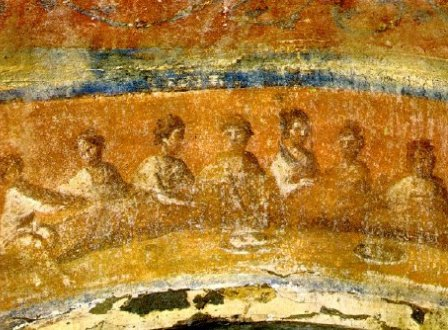
Fractio Panis, (partició del pa) a les catacumbes de Priscil·la.

Aquest espai té al sostre una representació d'una vinya que ho cobria completament amb sarments estilitzats. En el centre hi havia una escena de la que només queden alguns peus de cabrits recolzats en la base pintada de la vid. Sobre l'arc de l'absis hi ha una escena de la Fractio panis (partició del pa): s'aprecia a un grup de set persones (sis homes i una dona amb una mantellina) en una taula amb un personatge principal barbat al centre amb els braços oberts després de partir el pa. En té enfront de si una tassa i dos plats: un amb dos pans i l'altre amb cinc peixos. Als extrems, a la dreta hi ha tres cistelles de pa i al costat esquerre quatre. Va estar amagada per una gruixuda capa de calç fins al 1894 quan va ser descoberta per Joseph Wilpert.
A dalt a l'esquerra està l'escena del Sacrifici d'Isaac: apareix Abraham amb el ganivet a la mà. La representació d'Isaac s'ha perdut. La muntanya Moria apareix fortificada. A la dreta una escena de Daniel entre els lleons: el profeta apareix en el centre amb un lleó a cada costat i al fons un dibuix de la ciutat de Babilònia.
La paret de l'entrada hi ha un fresc de la Resurrecció de Llàtzer per Crist segons l'Evangeli de Joan (11:41-44) La tomba de Llàtzer té l'arquitectura d'un temple i Jesús alça les seves mans cap a ell. A la seva esquena es veu a una de les germanes de Llàtzer. Des d'on arrenca l'arc al costat esquerre hi ha una altra escena: aquesta vegada Noè a l'arca.

### L'hipogeu dels Acilios
S'anomena hipogeu a una cambra subterrània destinada a sepulcre però de petites dimensions. Era la planta baixa de l'anterior vil·la i es creu que era usat com a cisterna. Allà es troben les inscripcions que han permès anomena] les catacumbes i que mostren que era usat com a mausoleu familiar.
A la mateixa galeria hi ha un arcosoli amb pintures de paons i una inscripció en grec que diu: «Oh, Pare que tots els has creat, acull també a Irene, Zoe i Marcelo. A tu la glòria en Crist». A continuació hi ha una imatge d'una àncora.

### Lòcul de l'arenari amb frescs del Bon Pastor i de la Mare de Déu

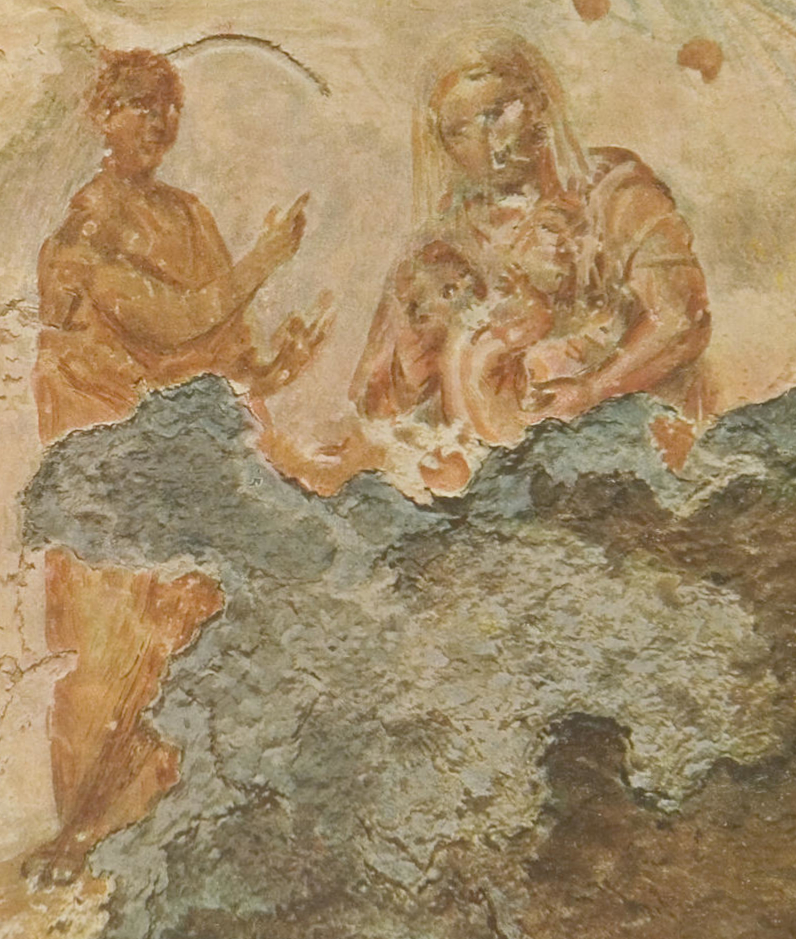
Fresc de la Mare de Déu amb el profeta Balaam.

Es diu arenari a una sèrie de galeries molt llargues amb voltes àmplies. A més a més d'alguns cubiculums les parets estan plenes de lòculs. Hi ha un lòcul decorat que té a la part del sostre adjacent un fresc del Bon Pastor: porta una cabreta a l'espatlla i hi ha dues cabretes al costat del pastor. Per sobre el llom d'aquests animals es van representar uns arbres amb ocells. Tota la representació està envoltada per un cercle vermell o ataronjat. N'hi ha també en la zona una altra representació del Bon Pastor feta en estuc i deteriorada, tot i que visible encara. Els detalls són els mateixos.
El fresc de la Mare de Déu és a un costat en una orientació diversa. La Verge apareix vestida amb una túnica de màniga curta i porta un vel. Sosté entre els braços el Nen Jesús i està asseguda en un seient sense respatller. Sobre el personatge que té enfront seu s'ha discutit molt estant l'explicació més acceptada la que l'identifica amb el profeta Balaam, ja que assenyala una estrella que està pintada entre la Verge, i el profeta (prenent en compte el text de Nm 24, 15-17: «Oracle de Balaam, fill de Beor, […] Alça's de Jacob una estrella, sorgeix d'Israel un ceptre...». Segons els estudis arqueològics va ser realitzada aproximadament a mitjan segle II i, per tant, aquesta pintura seria la més antiga que es conserva referida a la Verge Maria.